# Claudia Eigenbrodt
Claudia Eigenbrodt (* 17. Mai 1968) ist eine ehemalige deutsche Fußballspielerin.

## Karriere
Eigenbrodt gehörte als Mittelfeldspielerin der SG Praunheim von 1994 bis 1996 an, für die sie in der seinerzeit zweigleisigen Bundesliga in den beiden Saisonen jeweils drei Punktspiele bestritt. Ihr Debüt erfolgte am 11. September 1994 (4. Spieltag) bei der 0:5-Niederlage im Auswärtsspiel gegen den TuS Ahrbach. Ihr vorerst letztes Punktspiel bestritt sie am 21. April 1996 (18. Spieltag) beim 1:0-Sieg im Heimspiel gegen den  TuS Niederkirchen. Die Saison 1995/96 in der Gruppe Süd auf Platz 2 beendet, berechtigte zugleich zur Teilnahme an der Endrunde um die Deutsche Meisterschaft unter den jeweils zwei bestplatzierten Mannschaften der Gruppe Nord und Süd. Eigenbrodt wurde im torlosen Halbfinalrückspiel bei Grün-Weiß Brauweiler eingesetzt und erreichte mit ihrer Mannschaft das Finale, nachdem das Hinspiel mit 1:0 gewonnen wurde. Das Finale wurde am 2. Juni 1996 im Frankfurter Stadion am Brentanobad ausgetragen und endete mit der 0:1-Niederlage gegen den TSV Siegen; Eigenbrodt wurde in der 47. Minute für Lisa Häusler eingewechselt. Ihre letzten beiden Punktspiele für die SG Praunheim sind am 15. und 22. Februar 1998 mit dem 1:0-Sieg im Auswärtsspiel gegen die  Sportfreunde Siegen und dem 4:2-Sieg im Heimspiel gegen den TuS Niederkirchen in der  Premierensaison der eingleisigen Bundesliga notiert.

## Erfolge
- Finalist Deutsche Meisterschaft 1996